# Cyrtognatha leviorum
Cyrtognatha leviorum là một loài nhện trong họ Tetragnathidae.
Loài này thuộc chi Cyrtognatha. Cyrtognatha leviorum được miêu tả năm 2009 bởi Dimitrov & Hormiga.